# Veleučilište Baltazar Zaprešić
Veleučilište Baltazar Zaprešić, visokoškolska je institucija koja djeluje u gradu Zaprešiću.

## Povijest
1998. gradski su političari vidjeli potrebu visokog obrazovanja u Zaprešiću. Zbog toga je osnovana Visoka škola za poslovanje i upravljanje, a u sklopu nje nekoliko studijskih smjerova: Poslovna ekonomija i financije, Organizator kulturnih djelatnosti i Poslovni tajnik. Škola je dobila ime Visoka škola za poslovanje i upravljanje Baltazar Adam Krčelić, po poznatom povjesničaru iz zaprešićkog kraja. Prva generacija od 151 studenta upisana je akademske godine 2001./2002. S vremenom institucija prerasta u veleučilište, te postaje jedna od najvećih takve vrste u Hrvatskoj. Do 2015. godine na ovoj je instituciji diplomiralo preko pet tisuća studenata.

## Veleučilište danas

### Preddiplomska razina
Na preddiplomskoj razini, Veleučilište izvodi nekoliko vrsta studija
- Poslovna ekonomija i financije,
- Menadžment u kulturi
- Menadžment uredskog poslovanja
- Informacijske tehnologije

### Diplomska razina
- Financijski menadžment
- Komunikacijski menadžment
- Projektni menadžment
- Menadžment javnog sektora

## Erasmus
Veleučilište Baltazar nosi povelju Erasmus+, za period od 2014. – 2020. godine kojom se dobiva opći kvalitativni okvir i omogućuje sudjelovanje u okviru Europske i svjetske međunarodne suradnje visokoškolskih institucija. Jedna od bitnijih značajki ovog programa je mogućnost mobilnosti studenata u svrhu učenja i usavršavanja zbog čega je do 2016. potpisano dvadesetak sporazuma s drugim institucijama iz Europske unije.